# Supersmakosz

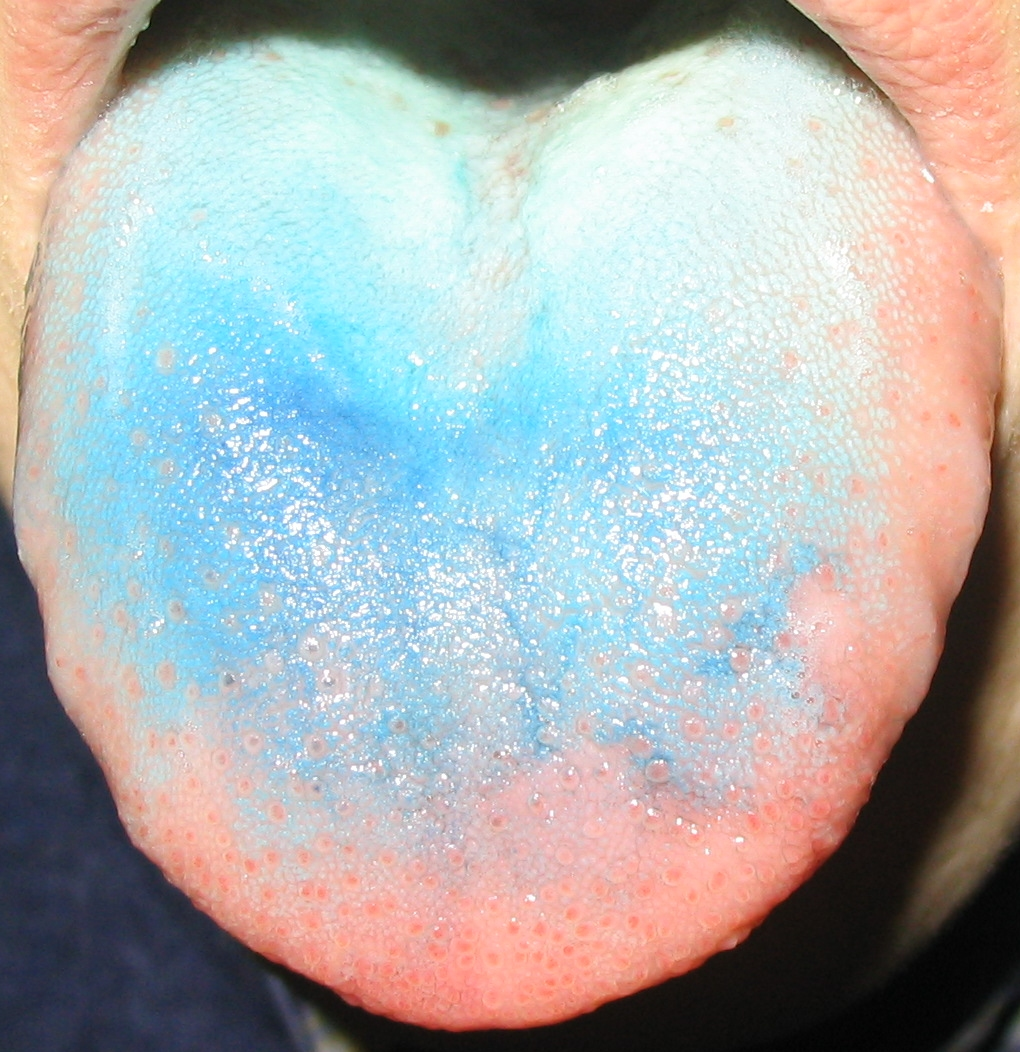
Test języka na ilość kubków smakowych – niebieski barwnik

Supersmakosz (ang.Supertaster) – osoba, której zdolność odczuwania smaku jest wyższa od przeciętnej, przeważnie na skutek większej liczby kubków smakowych.
Profesor Linda Bartoshuk z Florida State University ze względu na liczbę kubków smakowych (inny podział to np. ) podzieliła ludzi na:
- supersmakoszy (duża liczba brodawek) – około 25% osób w zachodnich społeczeństwach (około 35% kobiet i 15% mężczyzn), gdzie w Armenii to 40% społeczeństwa. Jeżeli nie lubi się czarnej kawy, brokułów i soku z grejpfrutów to możliwe, że jest się supersmakoszem. Może to być uwarunkowane genetycznie[3][4]
- smakoszy (przeciętna liczba brodawek) – około 50% osób
- mało czułych na smak – około 25% osób

A ze względu na zmysł węchu, co jest bardzo pomocne smakoszom przy degustacji wina, ta sama Bartoshuk dzieli ludzi na:
- wąchaczy minimalnych (25% populacji)
- wąchaczy o średnio wrażliwym zmyśle powonienia (50%)
- superwąchaczy (25%) gdzie znakomita większość tych ostatnich to kobiety.

Bartoshuk zaproponowała prosty test na określenie czułości na smak, który można przeprowadzić samemu. Do testu potrzebna jest odrobina niebieskiego barwnika spożywczego, którym trzeba posmarować przednią część języka, przezroczysta nalepka, którą nakleja się na język i szkło powiększające, aby policzyć kubki smakowe. Jeżeli ma się poniżej 15 widocznych brodawek, to jest się mało czułymi smakoszami, wynik 16-39 to wynik przeciętny, zaś wynik 40 i więcej (w innych źródłach 36 i więcej) oznacza supersmakosza.